# Royal Crown Revue
Royal Crown Revue es una banda formada en 1989 en Los Ángeles, California. Tocan música swing moderna y son considerados impulsores clave del movimiento neoswing. La banda fue formada por Eddie Nichols, Mando Dorame y los hermanos Stern, Mark, Adam y Jamie, componentes de Youth Brigade. Tras abandonar varias veces Royal Crown Revue para ir de gira con Youth Brigade, los hermanos Stern fueron expulsados. Actualmente, el cantante Eddie Nichols, el saxo tenor/arreglista/letrista Mando Dorame, el trompetista Scott Stern y el batería Daniel Glass lideran la banda. Siguen actuando en giras por Australia, Europa y EE. UU.
El grupo comenzó tocando periódicamente en The Derby, un club de swing de Los Ángeles, en 1993. 
La sección de viento de Royal Crown Revue acompañó a Bette Midler en su gira de 2004 por Estados Unidos.
Han aparecido a menudo en películas, televisión, radio y prensa, incluyendo La Máscara, Late Night with Conan O'Brien y Buffy Cazavampiros.
- Datos: Q1131818